# غوردون وايت أندروود
غوردون وايت أندروود (بالإنجليزية: Gordon Waite Underwood)‏ هو ضابط أمريكي، ولد في 3 يونيو 1910م في نيويورك في الولايات المتحدة، وتوفي في 15 يناير 1978م.

## حياة مبكرة
ولد جوردون أندروود في نيويورك في 3 يونيو 1910م، وانتقل في سن مبكرة مع عائلته إلى بورتلاند بولاية أوريغون. في عام 1932م، تم تعيينه في الأكاديمية البحرية الأمريكية. في الأكاديمية البحرية أثبت أنه طالب متميز ورياضي رائع. حصل على خطابات ولعب دور البطولة في كرة القدم والمسار. حصل على سيف الأكاديمية البحرية المرموقة للتميز الرياضي.

## مهنة بحرية
بعد تخرجه من الأكاديمية البحرية، خدم أندروود في يو إس إس أوكلاهوما (BB-37). أعقب هذه الجولة تدريب في مدرسة الغواصات الأمريكية في نيو لندن ، كونيتيكت. بعد تخرجه خدم في مدرسة الغواصات USS S-21 (SS-126) و USS Mississippi (BB-41) و USS Vega (AK-17). في عام 1941م، التحق بمعهد ماساتشوستس للتكنولوجيا وحصل على درجة الماجستير في الهندسة البحرية.
1. ↑  "Captain Gordon Waite Underwood". web.archive.org. 30 ديسمبر 2006. مؤرشف من الأصل في 2006-12-30. اطلع عليه بتاريخ 2022-12-08.{{استشهاد ويب}}:  صيانة الاستشهاد: BOT: original URL status unknown (link)